# Kroatiens Billie Jean King Cup-lag
Kroatiens Billie Jean King Cup-lag representerar Kroatien i tennisturneringen Billie Jean King Cup, och kontrolleras av Kroatiens tennisförbund. 

## Historik
Kroatien deltog första gången 1992. Bästa resultat är kvartsfinalen 2002.